# Piškera
Piškera (más néven Jadra, olaszul: Peschiera) egy lakatlan szigetecske az Adriai-tengerben, Horvátországban, a Kornati-szigetek része.

## Fekvése
A Piškera-sziget Kornat-szigetének délnyugati partja mentén fekszik, melytől a Kornati-csatorna választja el. Területe 2,66 km², hosszúsága 4 km, legnagyobb szélessége 0,9 km. Legnagyobb magassága 126 m. Tagolatlan partvonalának hosszúsága 10,6 km. 
Északnyugatra Rašip Veli szigetecske, délkeletre pedig a Lavsa-sziget található (melytől Lavsa vrata átjárója választja el). Piškera mellett a Panitula Mala és Vela, Veseljuh és Prmetnjak szigetek találhatók. A szigetnek jachtkikötője van.